# Gloria Calzada
Gloria Calzada (26 de agosto de 1961 en Guadalajara (España), Tlaxcala) es una presentadora de televisión, entrenador, productora, escritora y guionista mexicana.

## Carrera
Gloria inició su carrera en la televisión en 1982 como presentadora del programa de televisión Con M de Música del canal Cablevisión. Un año después se convirtió en la conductora del programa A Toda Música de Televisa. Más tarde empezó a desempeñarse como presentadora de certámenes de belleza como Señorita México, Nuestra Belleza y Miss Universo, además de conducir y realizar la interpretación simultánea en eventos como los premios Oscar, Grammy y Globo de Oro.
En 1994 se unió al equipo de Univisión donde se encargó de conducir y producir el programa de variedades Cuéntamelo. En 2000 fue la presentadora del programa matutino Esta Mañana de Telemundo junto al periodista José Díaz-Balart. En 2003 se convirtió en editora de la revista de espectáculos TV y Novelas en su edición estadounidense. Hizo parte del equipo de escritores en la primera y segunda temporada de la serie de televisión norteamericana Devious Maids, protagonizada por Dania Ramírez, Ana Ortiz, Roselyn Sánchez, Judy Reyes y Susan Lucci.
Ha realizado apariciones en programas de televisión como El Gordo y la Flaca (2003), El show de Cristina (2004), Escándalo TV de Noche (2004) y Décadas (2010), además de aparecer como ella misma en la reconocida telenovela colombiana Yo Soy Betty, La Fea en 1999. En 2014 escribió junto a la autora Alejandra Llamas el libro Maestría de la Vida.
Desde 2019, Gloria Calzada comparte y crea contenido a través de su canal de Youtube "Puro Glow". 
En 2023 un error en la comunicación llamó a Gloria Calzada para integrarse a Netas Divinas, programa de TV, en el que en años anteriores ya había participado. La persona de la producción no le precisó que era para que acudiera a UN SOLO PROGRAMA, de aniversario. Gloria entendió que era para ser invitada permanente decidió vender todo en Guadalajara incluyendo un negocio de comida. Al estar en el programa le aclararon que no estaban interesados en que formara parte, y que solo la llamaron para asistir a esa emisión. Gloria está en contacto con los productores para conseguir trabajo, acudió al programa Hoy de Televisa incluyendo a los matutinos de la cadena Imagen Televisión, pero sin obtención de resultados.

## Vida privada
Gloria Calzada se encuentra en una relación sentimental desde hace algunos años con Carlos Wostein, un distinguido colaborador de la escena cultural en Jalisco, México. Durante muchos años, la conductora aseguró ante los medios que entre sus planes nunca se encontró tener hijos, ya sea biológicos o adoptados, pues la maternidad fue un anhelo que nunca nació en ella. En sus colaboraciones en televisión, se ha dedicado también a ser vocera en contra de los estigmas que vive la gente soltera en la sociedad mexicana.

## Filmografía

### Guionista
- 2013-2015 - Devious Maids (39 episodios)

### Presentadora
- 2005 - Rumbo a premios Lo Nuestro (Película para TV)
- 2004 - Thalia... La trayectoria (Película para TV)
- 2002 - Hoy (Serie de TV - Episodio 5.1)
- 2006 - 2018 - Netas divinas

### Productora
- 2009 - Paradas continuas

### Participación
- 2006 - 2018 - 2021 - Netas divinas
- 2013 - 31 días
- 2010 - Décadas
- 2006 - Aún hay más... Homenaje a Raúl Velasco
- 2004 - El show de Cristina
- 2004 - El escándalo del mediodía
- 2004 - Juan Gabriel: La trayectoria
- 2003 - El gordo y la flaca
- 1999 - Yo soy Betty, la fea
- 199?- 199? - Valores juveniles
- 199? - 199? - Noche de valores
- 1986-1988 - Estrellas de los 80's
- 1981-1983 - Video éxitos

### Escritora
- 2015 - Maestría de vida